# Mydaea nubila
Mydaea nubila är en tvåvingeart som beskrevs av Stein 1916. Mydaea nubila ingår i släktet Mydaea och familjen husflugor. Arten är reproducerande i Sverige. Inga underarter finns listade i Catalogue of Life.